# 1906
Il 1906 (MCMVI in numeri romani) è un anno  del XX secolo.

## Eventi
- Eruzione del Vesuvio
- Viene realizzata dal canadese Reginald Fessenden la prima trasmissione radiofonica: si tratta di musica e letture tratte dalla Bibbia.
- Italia: venne costituita la rete ferroviaria gestita dallo stato: Ferrovie dello Stato (FS S.p.A.).
- San Marino: un'assemblea di tutti i capi-famiglia, detto Arengo, mette fine all'oligarchia patrizia.
- Leo Baekeland inventa la bachelite.
- 31 gennaio: la Colombia è devastata da un terremoto di magnitudo 8,6 Richter.
- 10 marzo: in Francia, a Courrières, si verifica un catastrofico incidente minerario che provoca 1 099 morti.
- 2 aprile: Dorando Pietri vince la maratona di qualificazione per i Giochi olimpici intermedi di Atene con il tempo di 2 ore e 48 minuti.
- 17 aprile – Stati Uniti : Nel quartiere di Azusa Street, Los Angeles, esplode il risveglio Pentecostale
- 18 aprile – Stati Uniti: un terremoto di magnitudo 8,3 distrugge la città di San Francisco.
- 6 maggio: si corre in Sicilia la prima edizione della Targa Florio famosa corsa automobilistica.
- 12 luglio – Francia: l'ufficiale dell'esercito francese Alfred Dreyfus, condannato ingiustamente all'ergastolo nel 1894 per tradimento, è riconosciuto innocente; viene arrestato il vero colpevole, un suo superiore.
- 1º ottobre: nasce la Confederazione Generale Italiana del Lavoro (CGIL).
- 27 novembre: Vincenzo Lancia e Claudio Fogolin fondano la Lancia.
- 3 dicembre: nell'antica Birreria Voigt, viene fondato il Torino Football Club.

Viene firmato il primo contratto collettivo di lavoro tra il sindacato FIOM e la fabbrica di automobili Itala di Torino.
- 24 dicembre: nel Massachusetts, Reginald A. Fessenden trasmette il primo programma radiofonico: una lettura di poesie, un assolo di violino e un discorso.

## Nati
Ci sono circa 1 630 voci su persone nate nel 1906; vedi la pagina Nati nel 1906 per un elenco descrittivo o la categoria Nati nel 1906 per un indice alfabetico.

## Morti
Ci sono circa 400 voci su persone morte nel 1906; vedi la pagina Morti nel 1906 per un elenco descrittivo o la categoria Morti nel 1906 per un indice alfabetico.

## Calendario
| Calendario 1906 | Calendario 1906 | Calendario 1906 | Calendario 1906 | Calendario 1906 | Calendario 1906 | Calendario 1906 | Calendario 1906 | Calendario 1906 | Calendario 1906 | Calendario 1906 | Calendario 1906 | Calendario 1906 | Calendario 1906 | Calendario 1906 | Calendario 1906 | Calendario 1906 | Calendario 1906 | Calendario 1906 | Calendario 1906 | Calendario 1906 | Calendario 1906 | Calendario 1906 | Calendario 1906 | Calendario 1906 | Calendario 1906 | Calendario 1906 | Calendario 1906 | Calendario 1906 | Calendario 1906 | Calendario 1906 | Calendario 1906 | Calendario 1906 |
| --------------- | --------------- | --------------- | --------------- | --------------- | --------------- | --------------- | --------------- | --------------- | --------------- | --------------- | --------------- | --------------- | --------------- | --------------- | --------------- | --------------- | --------------- | --------------- | --------------- | --------------- | --------------- | --------------- | --------------- | --------------- | --------------- | --------------- | --------------- | --------------- | --------------- | --------------- | --------------- | --------------- |
|                 | 1               | 2               | 3               | 4               | 5               | 6               | 7               | 8               | 9               | 10              | 11              | 12              | 13              | 14              | 15              | 16              | 17              | 18              | 19              | 20              | 21              | 22              | 23              | 24              | 25              | 26              | 27              | 28              | 29              | 30              | 31              |                 |
| Gennaio         | Lu              | Ma              | Me              | Gi              | Ve              | Sa              | Do              | Lu              | Ma              | Me              | Gi              | Ve              | Sa              | Do              | Lu              | Ma              | Me              | Gi              | Ve              | Sa              | Do              | Lu              | Ma              | Me              | Gi              | Ve              | Sa              | Do              | Lu              | Ma              | Me              |                 |
| Febbraio        | Gi              | Ve              | Sa              | Do              | Lu              | Ma              | Me              | Gi              | Ve              | Sa              | Do              | Lu              | Ma              | Me              | Gi              | Ve              | Sa              | Do              | Lu              | Ma              | Me              | Gi              | Ve              | Sa              | Do              | Lu              | Ma              | Me              |                 |                 |                 |                 |
| Marzo           | Gi              | Ve              | Sa              | Do              | Lu              | Ma              | Me              | Gi              | Ve              | Sa              | Do              | Lu              | Ma              | Me              | Gi              | Ve              | Sa              | Do              | Lu              | Ma              | Me              | Gi              | Ve              | Sa              | Do              | Lu              | Ma              | Me              | Gi              | Ve              | Sa              |                 |
| Aprile          | Do              | Lu              | Ma              | Me              | Gi              | Ve              | Sa              | Do              | Lu              | Ma              | Me              | Gi              | Ve              | Sa              | Do              | Lu              | Ma              | Me              | Gi              | Ve              | Sa              | Do              | Lu              | Ma              | Me              | Gi              | Ve              | Sa              | Do              | Lu              |                 |                 |
| Maggio          | Ma              | Me              | Gi              | Ve              | Sa              | Do              | Lu              | Ma              | Me              | Gi              | Ve              | Sa              | Do              | Lu              | Ma              | Me              | Gi              | Ve              | Sa              | Do              | Lu              | Ma              | Me              | Gi              | Ve              | Sa              | Do              | Lu              | Ma              | Me              | Gi              |                 |
| Giugno          | Ve              | Sa              | Do              | Lu              | Ma              | Me              | Gi              | Ve              | Sa              | Do              | Lu              | Ma              | Me              | Gi              | Ve              | Sa              | Do              | Lu              | Ma              | Me              | Gi              | Ve              | Sa              | Do              | Lu              | Ma              | Me              | Gi              | Ve              | Sa              |                 |                 |
| Luglio          | Do              | Lu              | Ma              | Me              | Gi              | Ve              | Sa              | Do              | Lu              | Ma              | Me              | Gi              | Ve              | Sa              | Do              | Lu              | Ma              | Me              | Gi              | Ve              | Sa              | Do              | Lu              | Ma              | Me              | Gi              | Ve              | Sa              | Do              | Lu              | Ma              |                 |
| Agosto          | Me              | Gi              | Ve              | Sa              | Do              | Lu              | Ma              | Me              | Gi              | Ve              | Sa              | Do              | Lu              | Ma              | Me              | Gi              | Ve              | Sa              | Do              | Lu              | Ma              | Me              | Gi              | Ve              | Sa              | Do              | Lu              | Ma              | Me              | Gi              | Ve              |                 |
| Settembre       | Sa              | Do              | Lu              | Ma              | Me              | Gi              | Ve              | Sa              | Do              | Lu              | Ma              | Me              | Gi              | Ve              | Sa              | Do              | Lu              | Ma              | Me              | Gi              | Ve              | Sa              | Do              | Lu              | Ma              | Me              | Gi              | Ve              | Sa              | Do              |                 |                 |
| Ottobre         | Lu              | Ma              | Me              | Gi              | Ve              | Sa              | Do              | Lu              | Ma              | Me              | Gi              | Ve              | Sa              | Do              | Lu              | Ma              | Me              | Gi              | Ve              | Sa              | Do              | Lu              | Ma              | Me              | Gi              | Ve              | Sa              | Do              | Lu              | Ma              | Me              |                 |
| Novembre        | Gi              | Ve              | Sa              | Do              | Lu              | Ma              | Me              | Gi              | Ve              | Sa              | Do              | Lu              | Ma              | Me              | Gi              | Ve              | Sa              | Do              | Lu              | Ma              | Me              | Gi              | Ve              | Sa              | Do              | Lu              | Ma              | Me              | Gi              | Ve              |                 |                 |
| Dicembre        | Sa              | Do              | Lu              | Ma              | Me              | Gi              | Ve              | Sa              | Do              | Lu              | Ma              | Me              | Gi              | Ve              | Sa              | Do              | Lu              | Ma              | Me              | Gi              | Ve              | Sa              | Do              | Lu              | Ma              | Me              | Gi              | Ve              | Sa              | Do              | Lu              |                 |

## Premi Nobel
In quest'anno sono stati conferiti i seguenti Premi Nobel:
- per la Pace: Theodore Roosevelt
- per la Letteratura: Giosuè Carducci
- per la Medicina: Santiago Ramón y Cajal, Camillo Golgi
- per la Fisica: Joseph John Thomson
- per la Chimica: Henri Moissan